# Château de Séran
Le château de Séran est situé sur la commune de Massac-Séran, près de Lavaur, dans le département français du Tarn.

## Historique
Le château de Séran est la propriété de la famille Daguilhon-Pujol au XIXe siècle, puis devient celle de la famille de Juge-Montespieu au cours du XXe siècle.
Plusieurs événements mondains se sont tenus dans le château, tels que différents bals, réceptions, ou diners :
Le 1er septembre 1934, à l'occasion du Concours hippique de Lavaur, Mme de Juge-Montespieu a donné au château de Séran (Tarn) un dîner dansant. Dans la rubrique Dans le Monde, de multiples personnalités y sont listés parmi les invités.
Le 14 septembre 1934, « Mme de Juge-Montespieu, en son château de Séran (Tarn), a donné un dîner dansant, très brillant ».
En septembre 1936, « Mme de Juge-Montespieu vient de donner, au château de Séran (Tarn), un bal particulièrement brillant à l'occasion de la fin des manœuvres du Sud-Ouest. Mrs Nioholson et miss Lorisande Walker, ses filles, l'aidaient à en faire les honneurs. Colonels, commandants, comtes, comtesses, barons et baronnes nombreux y seront reconnus ».

### Faits historiques

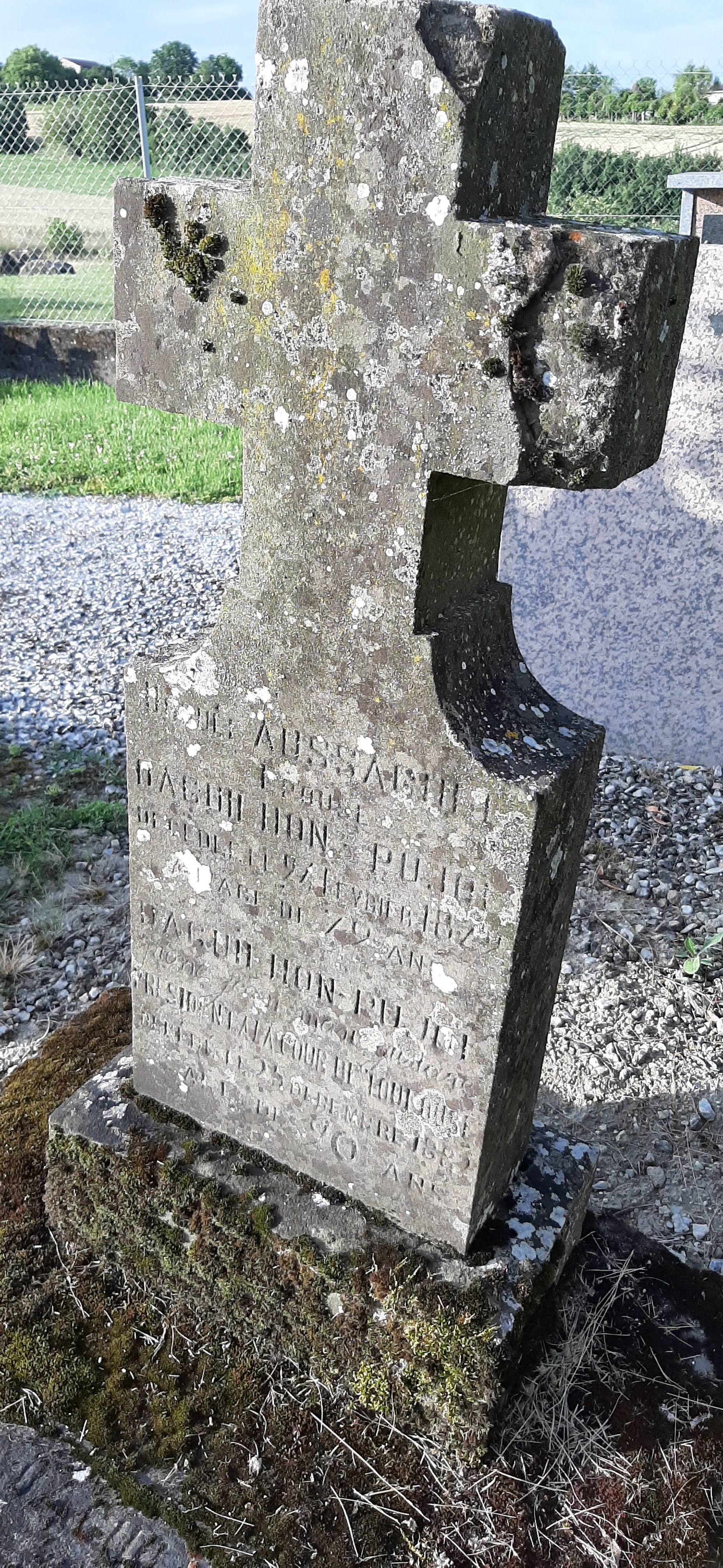
Tombe de Gustave Daguilhon-Pujol et de sa femme Ursule Aussaguel, cimetière Saint Étienne à Massac Séran

Pierre Jean Marie Gustave Daguilhon-Pujol prénommé usuellement Gustave, né le 12 janvier 1791, épouse Ursule Aussaguel en 1819. Avocat général à Toulouse, puis député du Tarn, chevalier de la Légion d'honneur le 31 mai 1837, puis officier de la Légion d'honneur le 18 octobre 1865, il passe sa retraite dans son château de Séran près de Lavaur. Décédé le 25 décembre 1882, il repose au cimetière Saint-Étienne de Massac Seran au côté de son épouse Ursule décédée auparavant le 27 février 1879.
Le 9 septembre 1883, Charles Daguilhon-Pujol, fils de Gustave Daguilhon-Pujol, ancien premier président de la Cour d'appel de Pau, écrit au Bâtonnier de l'ordre des avocats de la cour d'appel de Pau.  
La famille De Juge-Montespieu a été impliquée dans l'affaire Montebello relatant la perte des papiers du Maréchal Lannes, un des meilleurs commandants dont ait disposé Napoléon, lors de la vente du château de Mons. L'affaire Montebello est relatée dans le réquisitoire du Tribunal civil de la Seine à l'audience du 23 novembre 1910.
Le 27 décembre 1914, M. Daguilhon-Pujol, ancien premier président de la Cour d'appel de Pau, est mort au château de Séran (Tarn) à l'âge de 90 ans.
Éloge par l'Académie de législation de Toulouse, de Charles Daguilhon-Pujol, haut magistrat, Président de la cour d'appel de Toulouse, Premier président de la cour d'appel de Pau, maire de Séran, Président du Conseil général pendant 32 ans.
Le 9 novembre 1921, Mme Louis de Juge-Montespieu, née Laure Joséphine Marie Daguilhon-Pujol en 1851, fille de Charles Daguilhon-Pujol et de Marie Victoire Laure Lafiteau, vient de mourir dans son château de Séran (Tarn). Elle avait épousé en premières noces le duc de Montebello, dont elle avait eu un fils unique, mort à Saint-Cyr en 1899. Elle laisse un fils: M. François de Juge-Montespieu, le sportsman bien connu.
C'est notamment au concours hippique de Paris en avril 1910 que celui-ci s'était fait remarquer en remportant le concours de saut en hauteur, grâce à un saut à 2,30 m avec son cheval Jubilée.
Marcia Mansel, veuve d'un officier de cavalerie britannique, le capitaine Oswald Walker, tué lors des premiers jours de la guerre, mère de deux fillettes, s'est illustrée pendant la Première Guerre mondiale tout comme sa sœur dans son engagement d'infirmière qui lui valut d'être décorée de la Croix de Guerre pour son action en 14-18. Son action a donné lieu à un documentaire de France24 sur Les intrépides sœurs Mansel  prises en exemple par la profession des infirmières. Par la suite elle s’est installée en France, dans le Tarn, au château de Séran en 1920. Elle a épousé en secondes noces François de Juge-Montespieu, officier de cavalerie et champion d'obstacles. Devenue française, Marcia a de nouveau été infirmière pendant la seconde guerre mondiale, recevant alors une deuxième Croix de Guerre. Elle décède en 1973.
Fin 1984, la Compagnie Royal de luxe vient squatter le château de Séran après avoir quitté Saint-Jean-du-Gard. Elle y reste jusqu'en 1990 où elle déménage sur Nantes[réf. nécessaire].
En 1995, la SCI Château Seran rachète le château partiellement en ruine, et tente de le réhabiliter en voulant en faire un lieu de villégiature pour population anglaise. Ils réalisent une plaquette publicitaire en ce sens, mais faute de succès finissent par transformer le projet en divisant les parcelles cadastrales, et en montant une copropriété proposée à la vente en 13 lots sur la partie principale du Château et de ses dépendances[réf. nécessaire]. 
Depuis 2006, progressivement vendus par lots, le château et ses 12 autres lots sont occupés à titre privé en gestion de copropriété.
Le 9 mars 2014, un violent incendie détruit le bâtiment à l'ouest du château sans faire de victimes, il sera reconstruit après plusieurs mois de travaux.

## Architecture

### Organisation générale
Situé à 5 km de Lavaur, le château de Séran se trouve à proximité de la route départementale menant à Castres, ainsi que de la route communale qui dessert la commune de Massac-Séran.
Le château de Séran est dit de style Louis XV, et se compose d'un bâtiment principal au centre, prolongé de chaque côté, ainsi que 2 ailes formant les dépendances. Le bâtiment est cité dans une parution du Répertoire archéologique du département du Tarn en 1865, mais également sur la carte cadastrale de 1824, et il serait daté de 1803. Dans les années 1910, une série de cartes postales a été éditée par les éditions Labrouche ou Berdoulat de Toulouse mettant en scène le château, la famille de Juge Montespieu et leurs employés.

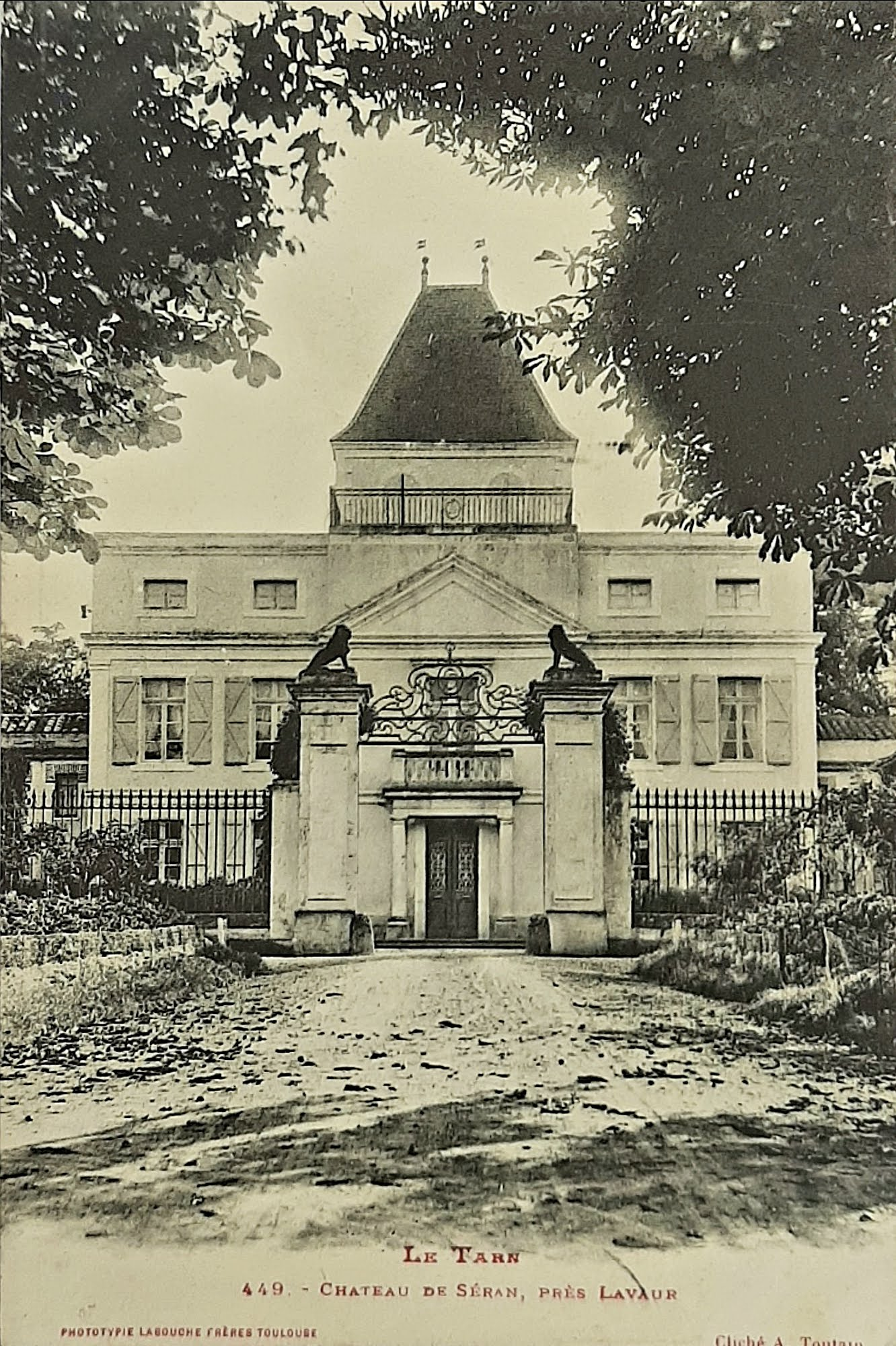
Façade du château en 1910
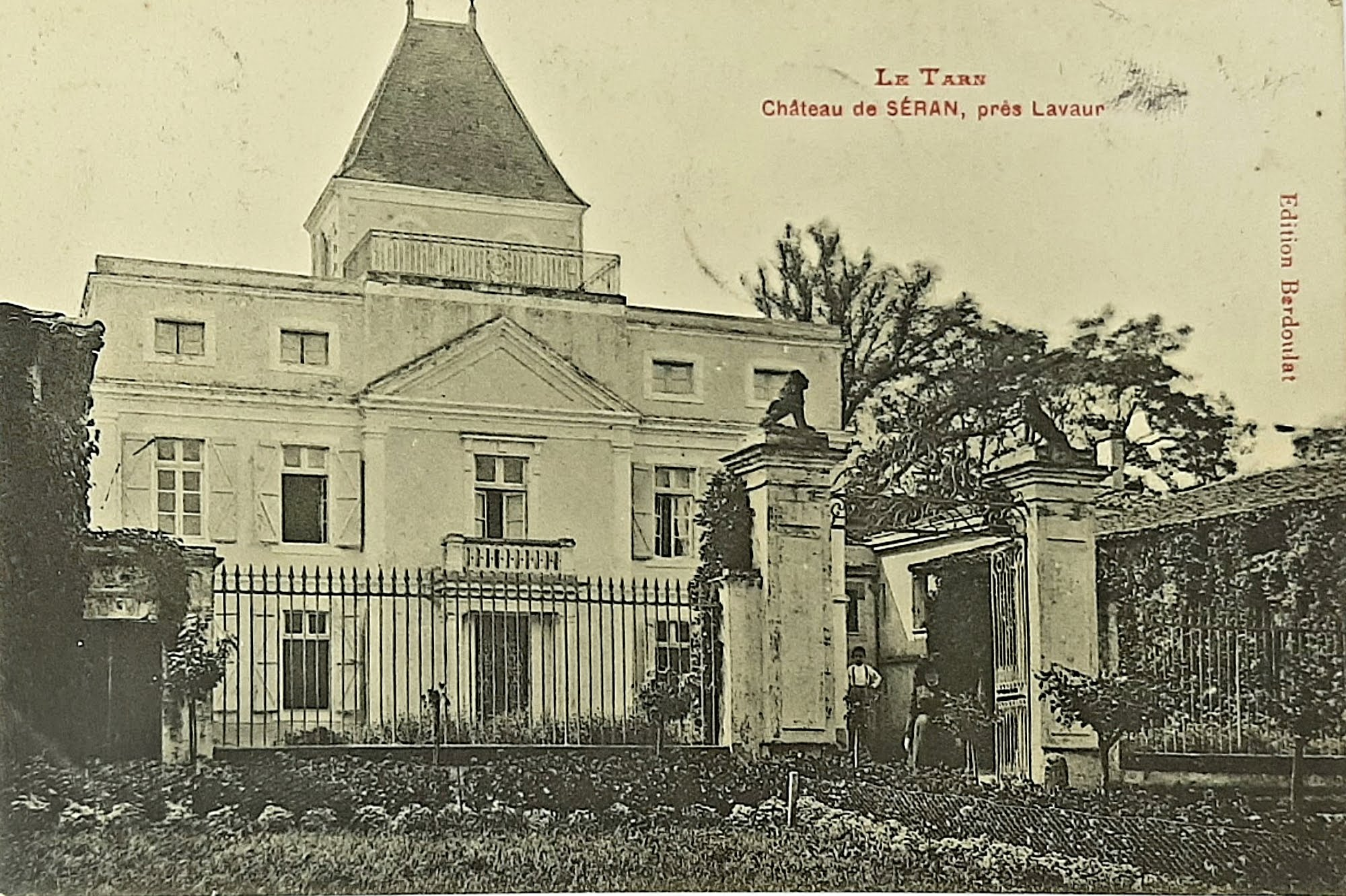
Façade du château et habitants en 1910
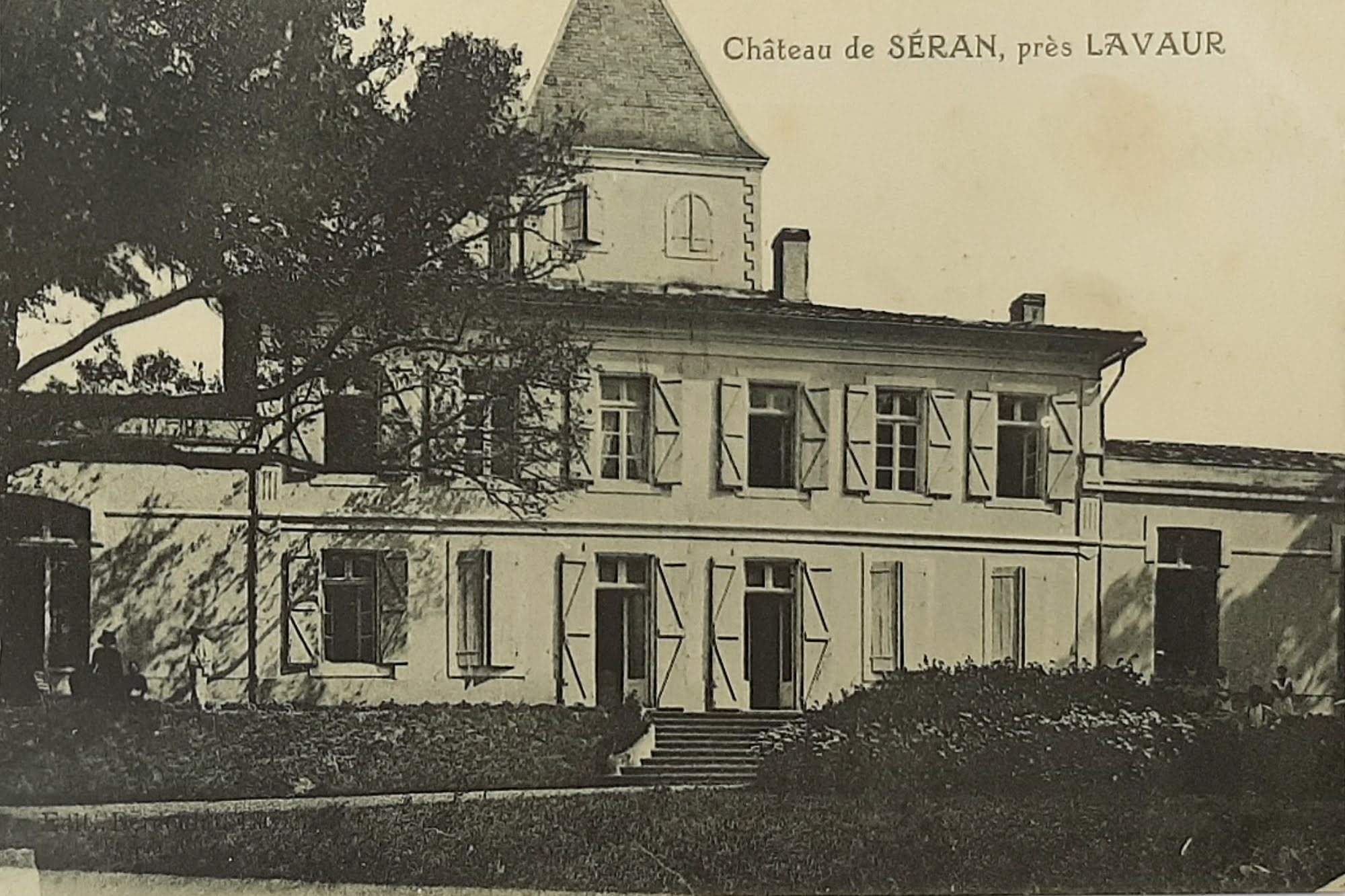
Le château de Séran et sa face sud, en 1910
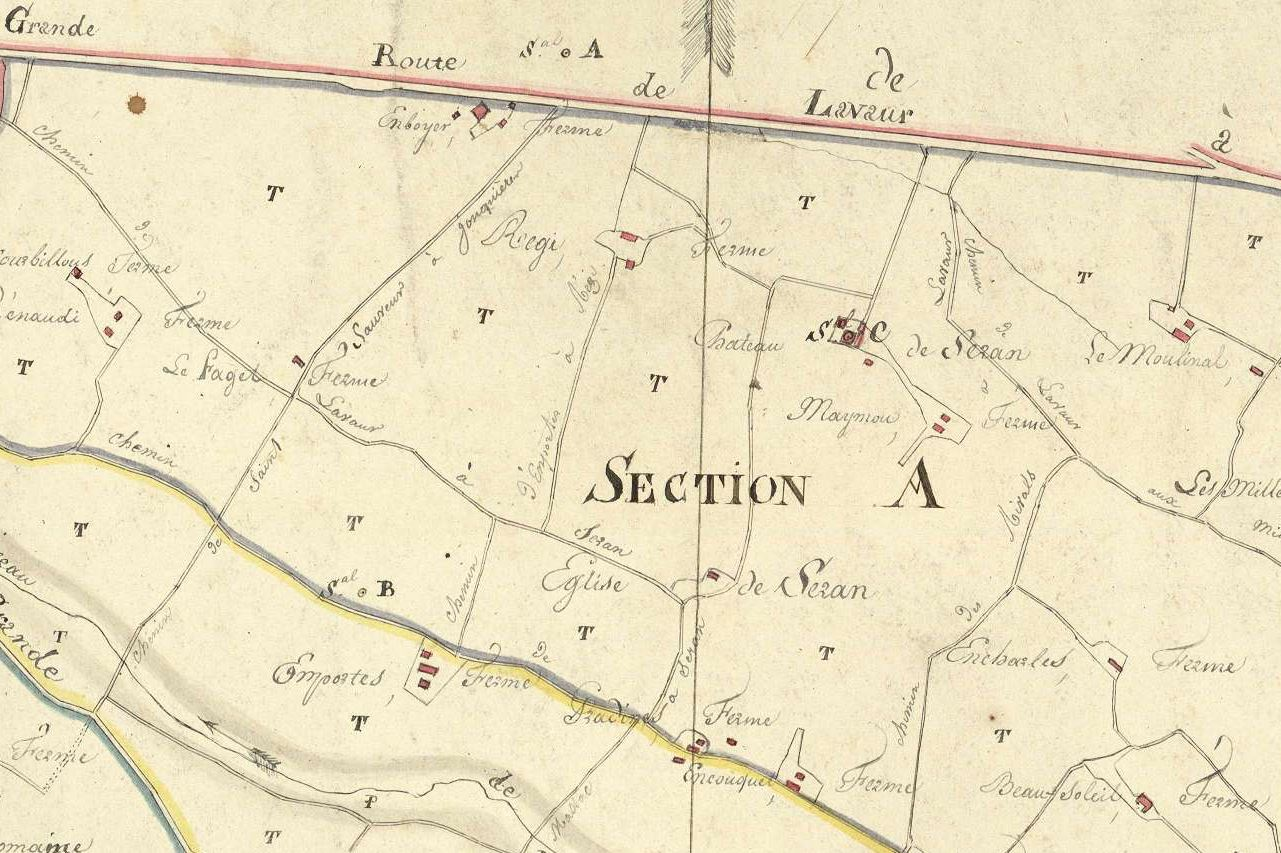
Carte cadastrale 1824

### Le parc
Le bâtiment est implanté sur un parc d'environ 2,5 hectares de prés, avec ses ginkgo biloba, marronniers, épicéas, chênes et autres pins, et 2,5 hectares de bois.

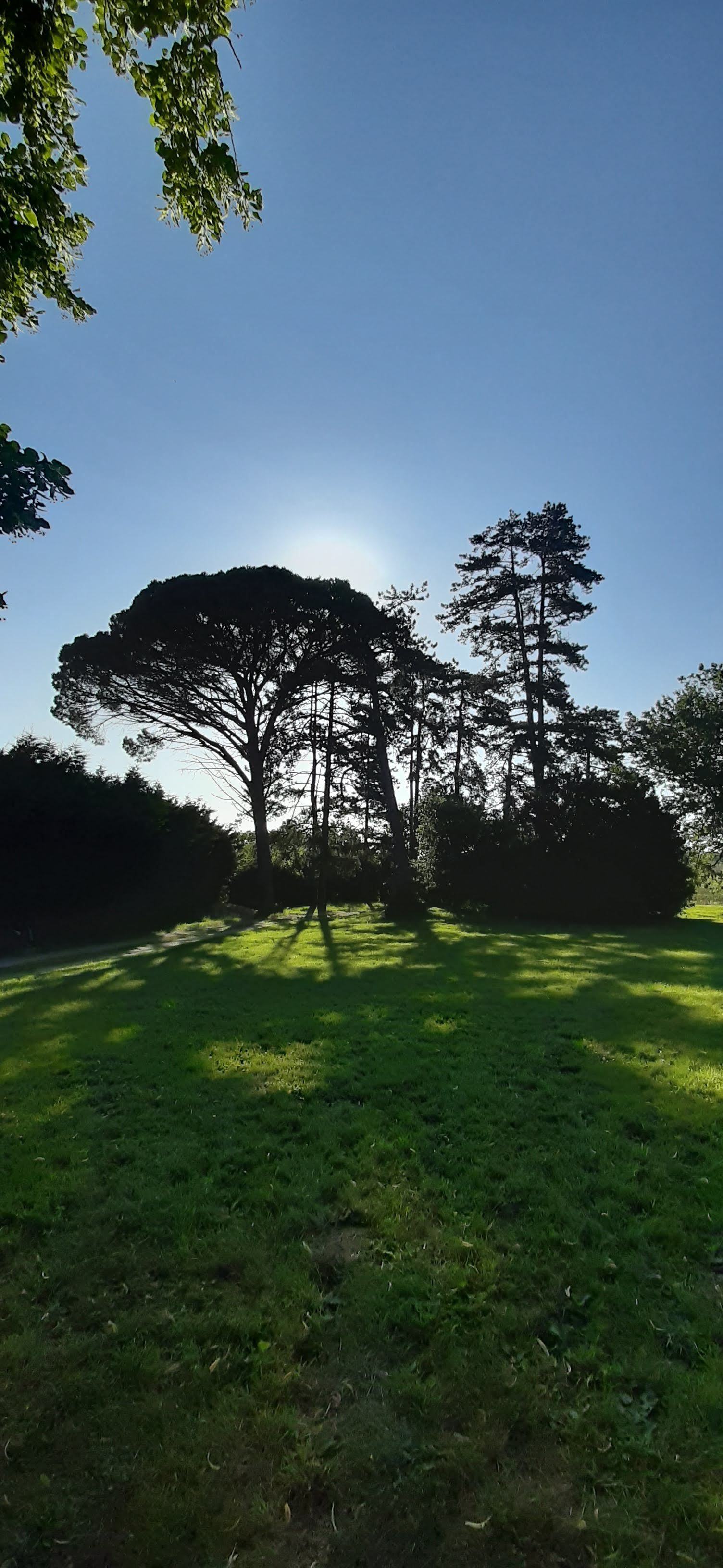
Parc du château de Séran
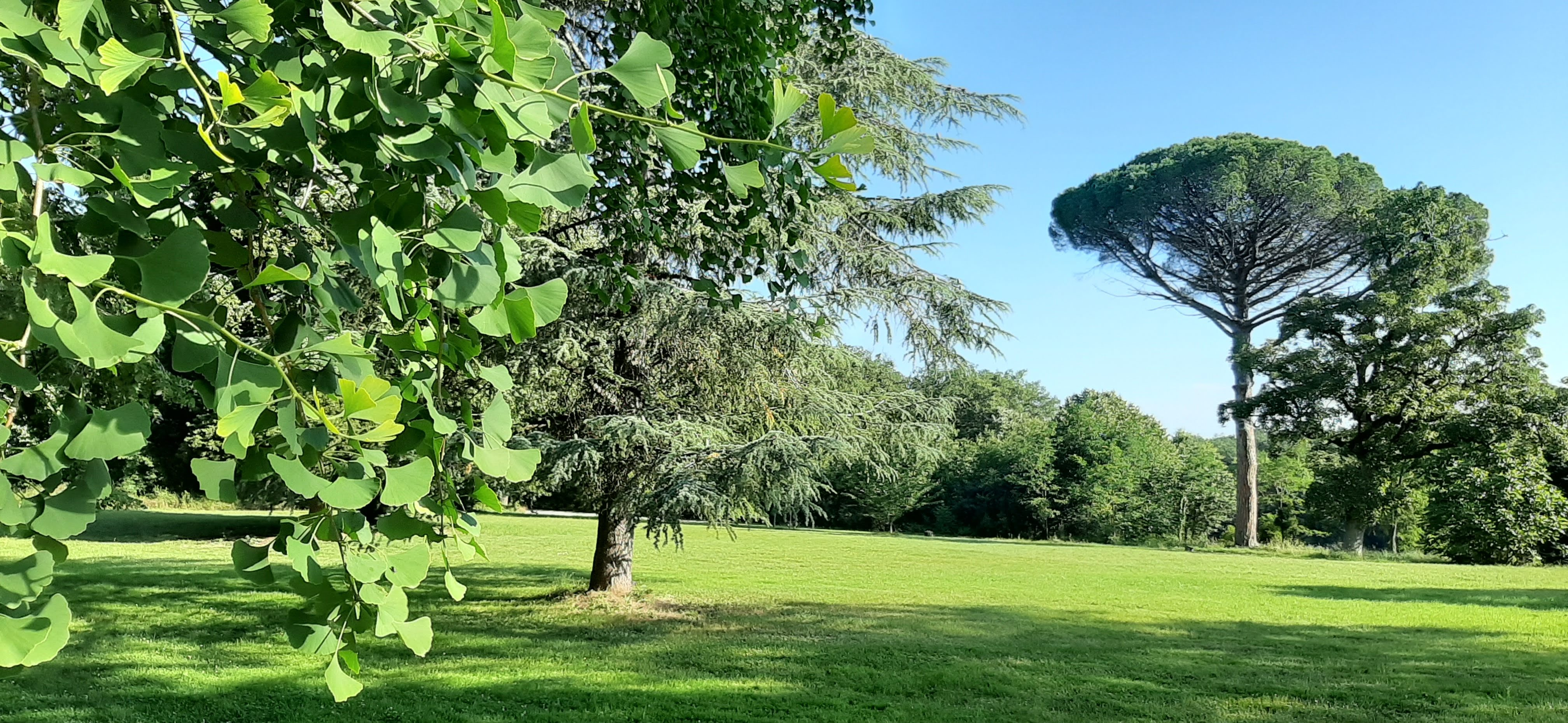
Parc du château de Séran
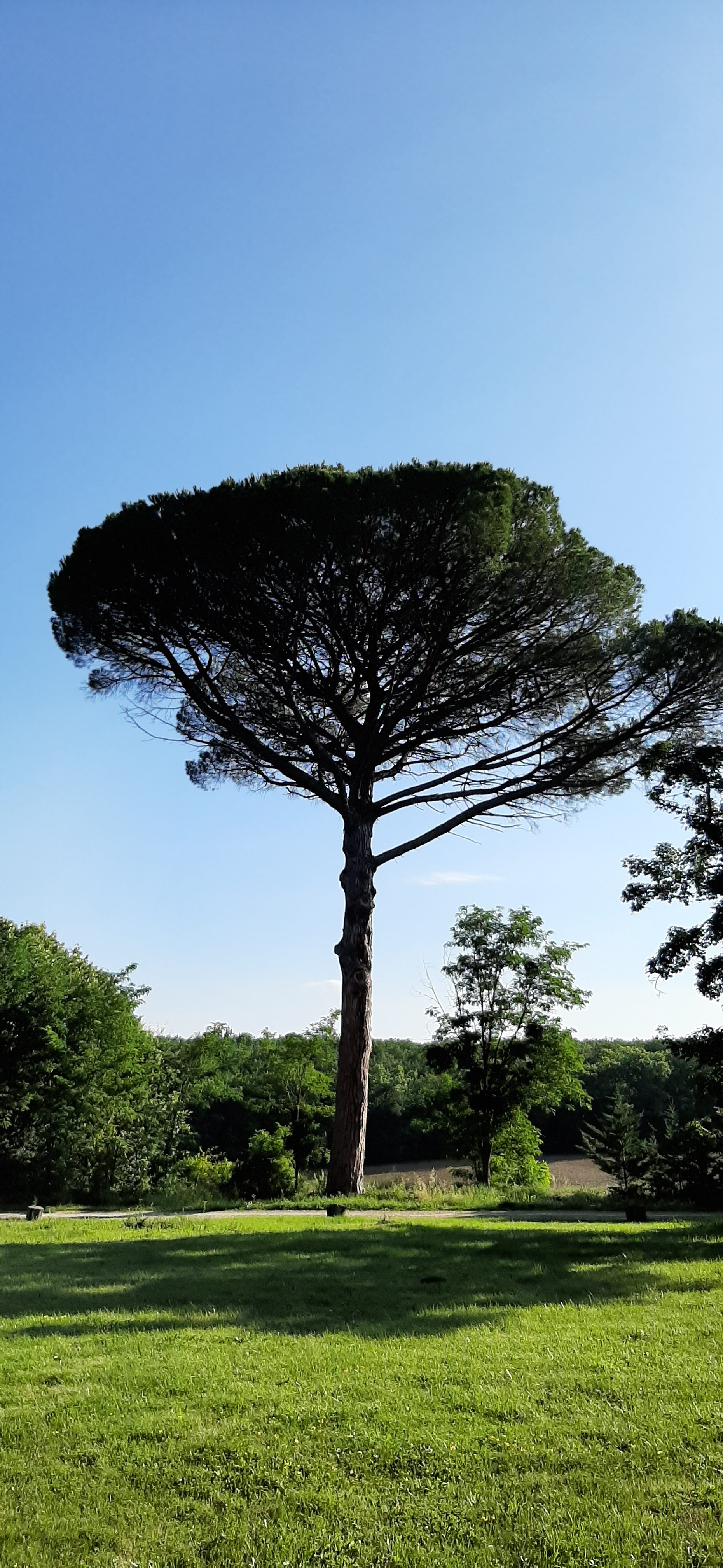
Parc du château de Séran